# 蔺沟河
40°09′55″N 116°26′46″E / 40.1651776°N 116.4461665°E
蔺沟河是北京地区昌平县的一条河流，为温榆河的支流。
由上游支流牤牛河、白浪河、钻子岭沟、八家沟在大东流乡小东流村汇合而成，在前后蔺沟村附近汇入温榆河。小东流村以下的长度为4公里，全部流域面积381平方公里。